# Пам'ятник Фаїні Раневській
Пам'ятник Фаїні Раневській — бронзова скульптура Фаїни Георгійовни Раневської встановлена 16 травня 2008 року у Таганрозі біля будинку, де акторка народилась і провела дитячі роки. Висота — 215 см. Встановлений за сприяння адміністрації міста і ВАТ «Червоний котельщик». Архітектор пам'ятника — головний архітектор Таганрога Сергій Рябоштанов, скульптор — Давид Бегалов. Скульптура зображує Раневську в ролі Лялі з фільму «Підкидьок».